# Liste der Gouvernements des Libanon
Der Libanon ist in neun (bis 2014 6) Gouvernements (arabisch محافظات, DMG muḥāfaẓāt, Singular muḥāfaẓa) untergliedert. Die neun Gouvernements im Libanon bestehen aus insgesamt 25 Distrikten.
| Gouvernement    | Verwaltungssitz | Fläche (km²) | Einwohner | Distrikte                                                   |
| --------------- | --------------- | ------------ | --------- | ----------------------------------------------------------- |
| Akkar3          | Halba           | 788,4        | 423.596   | Akkar                                                       |
| Baalbek-Hermel2 | Baalbek         | 2.825        | 457.932   | Hermel, Baalbek                                             |
| Beirut          |                 | 19,8         | 433.249   |                                                             |
| Bekaa           | Zahlé           | 1.336        | 534.342   | Zahlé, West-Bekaa, Rashaya                                  |
| Keserwan-Jbeil1 | Jounieh         | 766          | 282.222   | Keserwan, Jbeil                                             |
| Libanonberg     | Baabda          | 1.202        | 1.520.016 | Metn, Baabda, Aley, Chouf                                   |
| Nabatäa4        | Nabatäa         | 1.098        | 383.839   | Nabatäa, Hasbaya, Marjayoun, Bint Jbeil                     |
| Nord-Libanon    | Tripoli         | 1.236        | 790.951   | Tripoli, Zgharta, Miniyeh-Danniyeh, Koura, Bscharre, Batrun |
| Süd-Libanon     | Sidon           | 929,6        | 590.078   | Jezzine, Sidon, Tyros                                       |

Anmerkung 1: Die Distrikte Jbeil und Keserwan wurden 2017 aus dem Gouvernement Libanonberg als eigenständiges Gouvernement Keserwan-Jbeil mit Sitz in Jounieh ausgegliedert.
Anmerkung 2: Die Distrikte Baalbek und Hermel wurden aus dem Gouvernement Bekaa 2014 als eigenständiges Gouvernement Baalbek-Hermel ausgegliedert.
Anmerkung 3: Der Distrikt Akkar wurde aus dem Gouvernement Nord-Libanon 2014 als eigenständiges Gouvernement Akkar ausgegliedert.
Anmerkung 4: Die Distrikte Nabatäa, Hasbaya, Marjayoun und Bint Jbeil wurden aus dem Gouvernement Süd-Libanon 1983 als eigenständiges Gouvernement Nabatäa ausgegliedert.